# Lakewood Church
Lakewood Church je křesťanský megakostel v Houstonu v americkém státě Texas. Je největší kongregací v Spojených státech, s návštěvností 43 500 věřících týdně. Interiér s kapacitou 16 800 míst je čtyřikrát za týden místem bohoslužeb v angličtině a dvakrát ve španělštině. Nachází se v budově bývalého Compaq centra. Hlavním duchovním pastýřem je Joel Osteen se svojí manželkou Victorii, duchovní pastýřkou sboru. Lakewood Church je vyznáním evangelikální.

## Dějiny
Lakewood Church založil duchovní John Osteen v roce 1959 v budově opuštěného skladu v severovýchodním Houstonu. Během pár let se návštěvnost bohoslužeb několikanásobně zvýšila. John Osteen napsal přibližně 40 knih a založil televizní program, na který církev přispívá sumou přibližně 30 milionu dolarů ročně. Od roku 2005 je Lakewood Church v nové budově, bývalém Compaq centru. Renovace stála kolem 95 milionu dolarů. Od roku 1999 je hlavním duchovním pastýřem Joel Osteen, nejmladší syn Johna Osteena.
Kongregace má rozsáhlou činnost zaměřenou na děti, mládež, dospělé, začínající křesťany, lidi ve špatné finanční situaci, provádí studium bible, mládežnické kempy, kongregace také navštěvuje lidi v nouzi v dalších částech Houstonu a v nemocničním komplexu Texas Medical Center.

## Televizní přenosy
Týdenní bohoslužby jsou přenášené křesťanskými televizními kanály Trinity Broadcasting Network a Daystar Television Network a místními stanicemi po celých Spojených státech. Lakewood se objevuje taky na sekulárních televizních sítích Fox Network, ABC Family, a USA Network. Bohoslužby Joela Osteena jsou v přímém přenosu promítány do víc než 100 států, a odhadovaná sledovanost je sedm milionů věřících týdně.